# مرسيدس بنز دبليو 128
مرسيدس بنز دبليو 128  (بالإنجليزية: Mercedes-Benz W128)‏ هي سيارة من صناعة مرسيدس بنز أنتجت في 1958 وتوقف إنتاجها في 1960.

## معرض صور

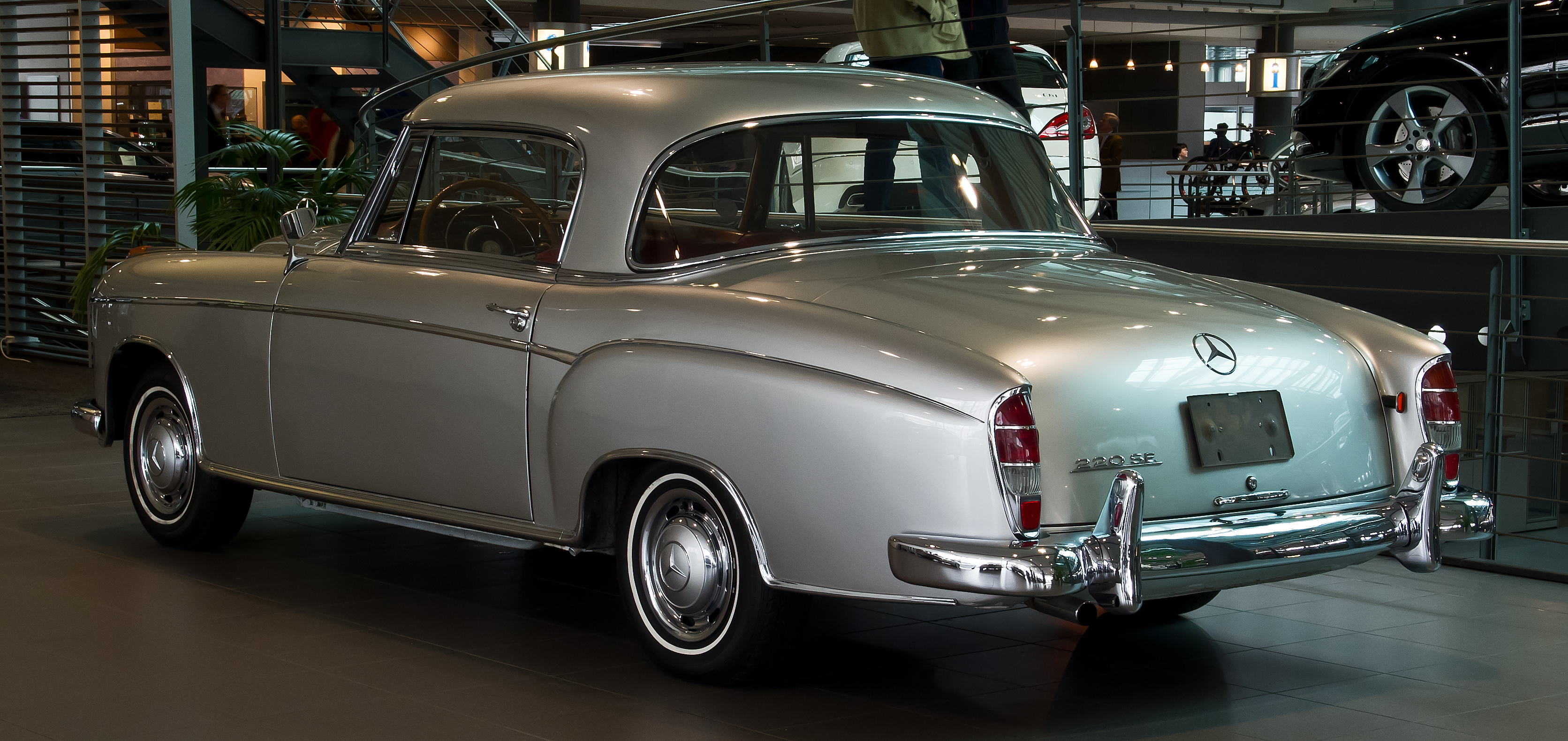
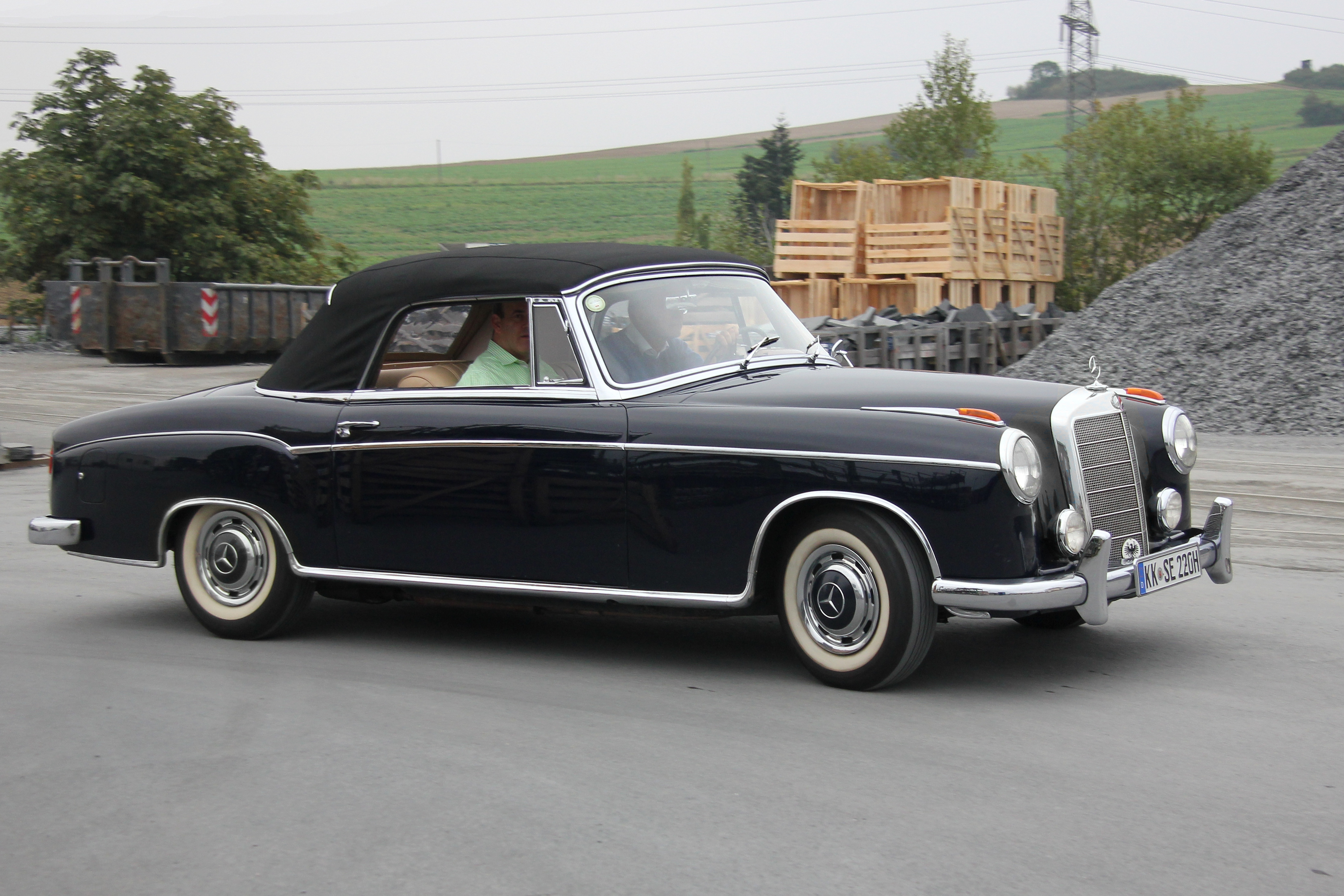
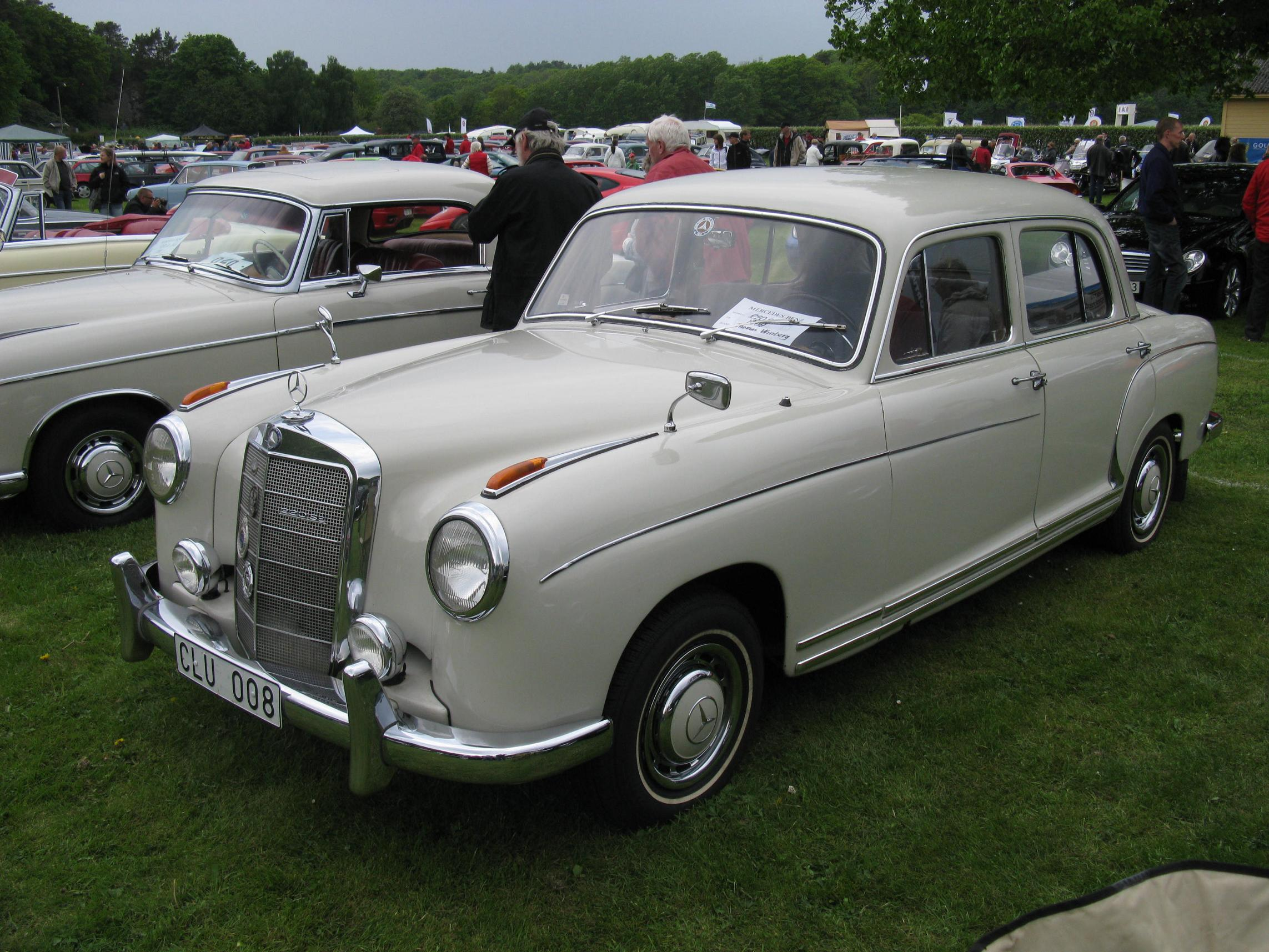